# Ayalon
Pour les articles homonymes, voir Ayalon (patronyme).
Pour l'autoroute israélienne, voir Autoroute Ayalon.
L'Ayalon est une rivière qui prend sa source dans les monts de Judée au nord de Ramallah, coule dans la vallée d'Ayalon et se jette dans le Yarkon au niveau de Tel-Aviv.